# 죽엄의 다리
"죽엄의 다리"(Bridge of death)는 한국에서 제작된 이두용 감독의 1974년 액션 영화이다. 한용철 등이 주연으로 출연하였고 곽정환 등이 제작에 참여하였다.

## 출연

### 주연
- 한용철
- 우연정
- 배수천
- 장일식